# GAMMA (Global Association of Mixed Martial Arts)
La Asociación Global de Artes Marciales Mixtas (en sus siglas en inglés GAMMA) comenzó su actividad en todo el mundo desde 2017.

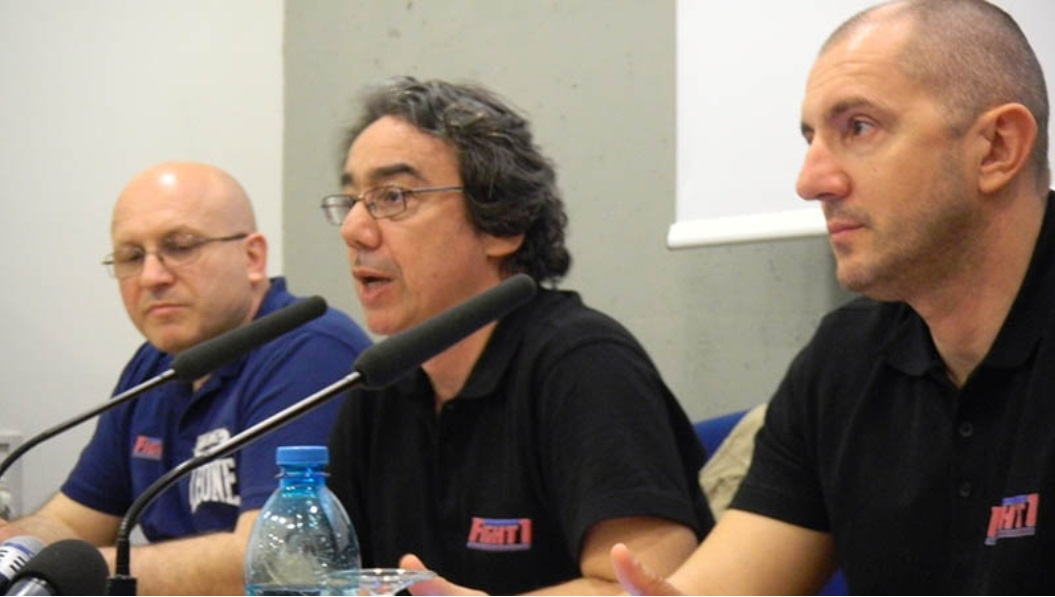
Carlo Di Blasi Global V. Presidente de GAMMA, con el director gerente de MMA Marco Franza de Carabinieri y el director gerente de MMA Luca Della Rosa

Gamma fue fundada por celebridades de las artes marciales y los deportes de combate Paolo Biotti es Carlo Di Blasi con la voluntad de volver a publicar los valores éticos y morales de las artes marciales tradicionales en MMA, a través de organismos reguladores, normativas de seguridad innovadoras y programas educativos para jóvenes de todo el mundo. GAMMA tiene hoy y tiene más de 140 federaciones nacionales como miembros, con alrededor de 70 reconocidas por su Comité Olímpico Nacional o Autoridad Deportiva Nacional.
Ese año creó las reglas y regulaciones para el moderno deporte de MMA actuando como una federación mundial de Artes marciales mixtas. GAMMA ofrece siete estilos diferentes de submission, light, full contact.

## Historia
Gamma se fundó en 2017, después de que Paolo Biotti, histórico campeón de los deportes de combate durante 30 años, se reuniera con el mayor promotor europeo Carlo Di Blasi, no podía soportar ver las Artes Marciales sin sus valores representativos, con insultos y violencia en la televisión distorsionando sus historia. Por eso Paolo Biotti y Carlo Di Blasi, con 40 años de experiencia también en federaciones deportivas, organismos sancionadores, marketing, organización de grandes eventos deportivos de combate con 14.000 espectadores durante décadas, relaciones con cientos de televisiones de todo el mundo y gestión de atletas llevados a la cima del mundo, deciden crear una marca encontrando el nombre GAMMA, un naming que destaca sus grandes dotes de marketing. La marca casi quiere recordar el nombre de un superhéroe con valores positivos, que hace temblar al mal. Paolo Biotti comenzó en las artes marciales a la edad de 4 años y luego nació como atleta, instructor, entrenador de varios campeones mundiales en todas las disciplinas de los deportes de combate. Carlo Di Blasi fue el primero en Europa en crear un torneo de Lucha Libre, pródromo de las MMA de hoy, seleccionando durante 2 años a los mejores pesos pesados de todo el mundo de diferentes artes marciales, 8 pesos pesados que se desafiaban en un round de nocaut sin mantiene prohibido todo en una noche. El torneo, que se llamó Oktagon, se agotó con 14 mil espectadores que pagaron y celebridades internacionales desde Giorgio Armani hasta Donatella Versace hasta Dolce y Gabbana, Chris Penn, hermano de Sean Penn, Don Wilson, etc. y el interés de cientos de televisoras de todo el mundo con las que Biotti tenía relación. Nació un reglamento dedicado en el que se enfrentaron atletas del Dojo de Don Insonanto, de la lucha callejera inglesa, del ejército israelí, del boxeo, de la lucha libre senegalesa, del judo al Savate y del boxeo.
La GAMMA fue fundada en Roma por los ex atletas Paolo Biotti y Carlo Di Blasi, como un organismo rector internacional de las artes marciales mixtas establecido en 2012 con la visión de desarrollar el deporte a nivel mundial y obtener el reconocimiento olímpico.
Paolo Biotti y Carlo Di Blasi son los principales interlocutores de la GAIF, la Asociación Global de Federaciones Deportivas Internacionales, para ottenere il riconoscimento formale dello sport delle MMA come sport del Comitato Olimpico.

## Organización
La oficina central está ubicada en Países Bajos y la sede operativa en Milán.

### Ejecutivo
- 1 Vicepresidente Ejecutivo: Carlo Di Blasi -  Italia
- Presidente del Comité Mundial de Países Miembros: Eric La Rocca -  Francia
- Director Mundial de Televisión y Marketing Paolo Biotti -  Italia
- Secretario General: Zeljiko Banic -  Croacia

## Torneos
Todos los principales torneos amateur de MMA organizados en el mundo están bajo la organización GAMMA:
- Campeonato mundial masculino de MMA amateur
- Campeonato mundial femenino de MMA amateur
- Copa Mundial de MMA
- Campeonatos mundiales profesionales de MMA
- Campeonato Mundial Juvenil de MMA

GAMMA también se ocupa de la homologación del equipamiento de boxeo (guantes, cascos y anillas) que debe utilizarse durante los partidos de aficionados. Todos los guantes, cascos y anillas que se utilicen en competiciones oficiales deberán haber sido homologados por la Aiba o la federación nacional de boxeo y llevar su marca.